# Luzuriageae
Luzuriageae, tribus iz porodice Alstroemeriaceae kojemu pripadaju dva roda sa ukupno 6 vrsta iz Australije, Novog Zelanda i Južne Amerike, ali su rasprostranjeni samo u nekoliko disjunktnih, tj. široko odvojenih područja..

## Rodovi
1. Drymophila R. Br. (2 spp.)
2. Luzuriaga Ruiz & Pav. (4 spp.)